# Original Spanish Kitchen
Original Spanish Kitchen era un restaurante en Beverly Boulevard en el distrito Fairfax de Los Ángeles, California, EE. UU., que se convirtió en objeto de una leyenda urbana a partir de principios de la década de 1960. El restaurante, inaugurado en 1938, fue un lugar popular para comer hasta que cerró en septiembre de 1961. 

## Historia

### Restaurante en actividad
Durante décadas, Original Spanish Kitchen sirvió comidas a clientes de Hollywood como Bob Hope, Buster Keaton, Howard Keel y John y Lionel Barrymore. Inaugurado a finales de la década de 1930, este restaurante era el hermano del que estaba ubicado en el centro, propiedad de Johnny y Pearl Caretto. Sus enchiladas fueron un éxito inmediato y atrajeron a personalidades del mundo del espectáculo como clientes habituales. Según la leyenda, Mary Pickford tenía su propio espacio junto a la puerta, donde no solo ofrecía autógrafos a sus fans, sino también recetas para Johnny, que luego aparecían en el menú.

### Encofrado y misterio
En 1961, el restaurante cerró por vacaciones, una pausa que misteriosamente duró décadas. Después de su cierre, el interior del edificio permaneció intacto durante años: las mesas estaban dispuestas con  cubiertos completos y el mostrador del almuerzo estaba completamente equipado con cafeteras y utensilios de cocina. El cierre repentino del restaurante generó especulaciones y la posterior leyenda urbana de que los propietarios, que vivían en un apartamento encima del restaurante, fueron víctimas del crimen organizado. Sin embargo, la verdad resultó ser más mundana, según un artículo de 1986 publicado en la revista Tables por el periodista Don Ray. Se descubrió que al propietario le habían diagnosticado la enfermedad de Parkinson y que su esposa cerró el restaurante al darse cuenta de que no podía manejarlo.

### Epílogo
Después de casi cuarenta años en el limbo, el edificio se convirtió en el sitio de un salón de belleza de lujo en 2005. El letrero eléctrico vertical original de Original Spanish Kitchen, que se había convertido en un hito de Los Ángeles a lo largo de los años, se modificó para que dijera simplemente "SPA", una referencia al nuevo negocio en el lugar.  Otra cocina española en la sección Restaurant Row del cercano La Cienega Boulevard tenía una réplica del letrero de Original Spanish Kitchen en el costado de su edificio, aunque este no es el edificio original.  La réplica de la Cocina Española cerró en julio de 2012.
The Original Spanish Kitchen aparece brevemente en el fondo del vídeo de Michael Nesmith de su canción " Cruisin' ", que forma parte de su recopilación " Elefant Parts ", filmada en 1980 y lanzada en 1981. Está en una viñeta de cinco segundos que acompaña a las palabras "pasar las delicias de un niño llamado Cisco", en el segundo verso de la canción. 